# Rebel Heart
Rebel Heart là album phòng thu thứ mười ba của nữ ca sĩ kiêm nhạc sĩ sáng tác bài hát người Mỹ Madonna, được Interscope Records phát hành vào ngày 6 tháng 3 năm 2015. Bà đã thực hiện album này trong suốt năm 2014, đồng sáng tác và đồng sản xuất cùng nhiều nhạc sĩ khác nhau bao gồm Diplo, Avicii và Kanye West. Album còn có sự góp giọng của võ sĩ quyền Anh Mike Tyson và các rapper Nicki Minaj, Nas và Chance the Rapper.
Về mặt chủ đề, Rebel Heart đại diện cho hai khía cạnh lãng mạn và nổi loạn của nữ ca sĩ; những ý tưởng này được phát triển một cách tự nhiên trong quá trình sáng tác và thu âm. Về mặt âm nhạc, đây là một album nhạc pop kết hợp nhiều thể loại như house thập niên 1990, trap và reggae, đồng thời sử dụng cả guitar acoustic và dàn hợp xướng phúc âm. Một số bài hát mang tính tự truyện, trong khi một số khác nói về tình yêu và sự nghiệp của Madonna. Khác với những dự án trước, việc hợp tác với nhiều cộng sự đã gây ra khó khăn cho Madonna trong việc duy trì sự thống nhất về âm hưởng và định hướng sáng tạo cho album.
Album được dự kiến trình làng vào tháng 3 năm 2015, với đĩa đơn đầu tiên sẽ được phát hành vào ngày Valentine. Tuy nhiên, sau khi một loạt nội dung album bị rò rỉ ngoài ý muốn, Madonna đã quyết định mở đặt trước Rebel Heart trên iTunes Store vào ngày 20 tháng 12 năm 2014, với sáu bài hát được phép tải xuống ngay lập tức. Một cuộc điều tra của cảnh sát đã dẫn đến việc bắt giữ và buộc tội một người đàn ông Israel vì hack vào máy tính của Madonna và làm rò rỉ các ca khúc. Hình ảnh bìa album đã trở nên phổ biến trên mạng xã hội, tạo ra nhiều meme khác nhau.
Để quảng bá cho nhạc phẩm, Madonna đã thực hiện nhiều buổi biểu diễn trên truyền hình và bắt đầu chuyến lưu diễn Rebel Heart Tour, diễn ra từ tháng 9 năm 2015 đến tháng 3 năm 2016, đi qua Bắc Mỹ, châu Âu, châu Á và châu Đại Dương. "Living for Love", "Ghosttown", "Bitch I'm Madonna" và "Hold Tight" được phát hành như các đĩa đơn chủ đạo cho album này. Rebel Heart nhận được những đánh giá tích cực từ giới phê bình âm nhạc; nhiều người nhận định đây là sản phẩm hay nhất của Madonna trong một thập kỷ qua. Album ra mắt và đạt vị trí thứ hai trên Billboard 200 của Hoa Kỳ và UK Albums Chart, cũng như đạt vị trí quán quân tại những thị trường âm nhạc lớn như Úc, Canada, Đức, Ý, Hà Lan, Tây Ban Nha và Thụy Sĩ. Rebel Heart được chứng nhận vàng hoặc bạch kim ở bảy quốc gia.

## Bối cảnh và phát triển
Sau khi phát hành album phòng thu thứ mười hai MDNA (2012), Madonna bắt đầu chuyến lưu diễn The MDNA Tour nhằm quảng bá cho album. Chuyến lưu diễn này đã vấp phải nhiều tranh cãi gay gắt xuất phát từ những phát ngôn của bà liên quan đến bạo lực, nhân quyền, chính trị, việc sử dụng súng giả và hành động khỏa thân trên sân khấu. Bà thậm chí còn bị đe dọa kiện tụng nhiều lần. Madonna rất phẫn nộ với nhiều sự kiện trên thế giới mà nữ ca sĩ cho rằng đó là hành động "bất công" đối với nhân loại. Vào tháng 9 năm 2013, Madonna phát hành Secretprojectrevolution, một bộ phim ngắn do bà đồng đạo diễn với Steven Klein, tập trung vào vấn đề tự do nghệ thuật và nhân quyền. Bộ phim này đã khởi động một sáng kiến toàn cầu mang tên Art for Freedom nhằm thúc đẩy quyền tự do biểu đạt. Trong một cuộc phỏng vấn với L'Uomo Vogue, Madonna cho biết album tiếp theo của bà sẽ có liên quan đến Art for Freedom. Nữ ca sĩ cam kết với sáng kiến này và nhấn mạnh rằng bà cần phải sử dụng tiếng nói của mình với tư cách là một nghệ sĩ.
Đến tháng 1 năm 2014, quản lý của Madonna Guy Oseary cho biết nữ ca sĩ đang "háo hức bắt đầu" thực hiện album tiếp theo của mình. Tuy nhiên, bà còn ấp ủ một dự án khác: phát triển kịch bản cho bộ phim chuyển thể từ cuốn tiểu thuyết The Impossible Lives of Greta Wells của Andrew Sean Greer. Madonna quyết định phân bổ thời gian giữa việc viết kịch bản và sáng tác bài hát cho album mới. Vào tháng 2 năm 2014, Madonna xác nhận rằng bà đã bắt đầu thực hiện album phòng thu thứ mười ba của mình. Các sản phẩm trước đây của bà thường được thực hiện với một nhóm nhỏ những người cùng nhau phát triển âm nhạc. Tuy nhiên, khi làm việc với nhiều cộng sự trong Rebel Heart, Madonna đã gặp khó khăn trong việc duy trì sự thống nhất về âm hưởng và định hướng sáng tạo cho album. Nữ ca sĩ nhận thấy rằng nhiều người được mời tham gia album không thể ở lại một thành phố nào trong thời gian dài do lịch trình bận rộn. Điều này dẫn đến việc Madonna không thể hoàn thành các ca khúc trong một buổi thu âm.

## Sáng tác và thu âm
Vào tháng 3 năm 2014, Madonna bắt đầu đăng tải nhiều hình ảnh lên Instagram, kèm theo các hashtag ám chỉ về những nhạc sĩ và cộng tác viên tiềm năng cho dự án sắp tới. Bức ảnh đầu tiên nữ ca sĩ đăng tải cho thấy bà đang chuẩn bị bước vào phòng thu cùng với DJ và nhà sản xuất người Thụy Điển Avicii. Vào tháng 4 năm 2014, nhà sản xuất thu âm Carl Falk đã chia sẻ với tờ Dagens Nyheter về những buổi thu âm album. Anh nhớ lại rằng 11 bản demo với đàn guitar acoustic và piano đã được thu chỉ trong vòng một tuần tại Henson Recording Studios ở Hollywood. Quản lý của Avicii là Arash "Ash" Pour Nouri đã chọn ra sáu người. Họ được chia thành hai nhóm, nhóm đầu tiên bao gồm Falk, Rami Yacoub và Savan Kotecha; nhóm thứ hai bao gồm Salem Al Fakir, Vincent Pontare và Magnus Lidehäll. Avicii làm việc với cả hai nhóm để tạo ra các bản demo, trong khi Madonna đến phòng thu vào buổi chiều hôm trước và ở lại đến 7 giờ sáng hôm sau. Bà hợp tác chặt chẽ với cả hai nhóm trong quá trình sáng tác và chỉnh sửa giai điệu, cũng như là người chịu trách nhiệm dẫn dắt toàn bộ tiến trình này.
Vài ngày sau, Madonna đăng tải một bức ảnh chụp cảnh hoàng hôn với dòng chữ "Rebel Heart" trên đó, kèm theo một đoạn chú thích được giới truyền thông cho là lời bài hát mới. Những câu được đăng tải là: "Day turns into night. I won't give up the fight. Don't want to get to the end of my days... saying I wasn't amazed." Những hình ảnh khác cho thấy Madonna cùng với ca sĩ Natalia Kills đứng trước micrô, bên cạnh Martin Kierszenbaum – nhà sáng lập kiêm chủ tịch Cherrytree Records, giám đốc điều hành cấp cao mảng A&R của Interscope Records, hãng thu âm của Madonna. Đến giữa tháng 4 năm 2014, bà cũng tiết lộ trên Instagram tên của các nhạc sĩ Toby Gad và Mozella cùng nhà sản xuất thu âm Symbolyc One thông qua những hình ảnh họ đang làm việc trong phòng thu. Đội ngũ nhân sự tham gia dự án lần này còn có thêm nhà sản xuất Ariel Rechtshaid và kỹ sư âm thanh Nick Rowe.
—Diplo nói về việc hợp tác với Madonna.
Vào tháng 5 năm 2014, Madonna đăng tải một bức ảnh selfie trong đó bà chia sẻ về việc hợp tác với DJ người Mỹ Diplo. Nữ ca sĩ đã mời anh tham dự bữa tiệc Oscar thường niên của mình, nhưng anh không thể tới. Sau đó, họ bắt đầu trao đổi về âm nhạc qua tin nhắn và quyết định hợp tác trong album mới. Madonna đã yêu cầu anh cung cấp bản thu âm "điên rồ nhất" của mình cho album. Cùng nhau, họ sáng tác và thu âm 7 bài hát. Diplo nói thêm, "Những bản nhạc này sẽ có âm hưởng rất độc đáo. Chúng tôi thực sự đã phá vỡ những giới hạn trong quá trình sáng tác... [Cô ấy] luôn sẵn sàng đón nhận các thử thách mới. Tôi rất thích khi một nghệ sĩ mang lại sự tự tin cho nhà sản xuất, và Madonna đã rất cởi mở với những ý tưởng của tôi".
Một ca khúc được sáng tác dựa trên đoạn hook mà Madonna đã hát trong phòng thu; Diplo mô tả nó là "cực kỳ dị". Một bài hát khác, sau này được xác nhận là "Living for Love", đã được thu âm gần 20 phiên bản khác nhau, từ ballad piano đến EDM. Cuối cùng, Madonna và Diplo đã thống nhất chọn một phiên bản dung hòa giữa cả hai phong cách này. Rechtshaid và nam ca sĩ người Anh MNEK cũng tham gia vào những buổi viết nhạc, góp phần cải thiện các verse của bài hát. Diplo xác nhận một ca khúc khác có tên "Bitch I'm Madonna", anh tin rằng ca khúc này sẽ phá vỡ những giới hạn về ca từ trong một bài hát nhạc pop. Alicia Keys cũng góp mặt trong album với phần chơi piano trong "Living for Love". Madonna đã xác nhận hai ca khúc khác, "Messiah" và "Devil Pray", trong nhiều cuộc phỏng vấn khác nhau. Vào năm 2022, Madonna đã gọi Rebel Heart là album "căng thẳng nhất" mà bà từng thực hiện do có quá nhiều cộng sự tham gia.

## Nhan đề và chủ đề
Về mặt chủ đề, Caryn Ganz của Rolling Stone nhận định rằng album tập trung khai thác vào hai chủ đề: lắng nghe trái tim mình (heart) và trở thành một kẻ nổi loạn (rebel). Madonna giải thích rằng đây không phải là ý tưởng ban đầu của bà mà nó nảy sinh trong quá trình làm việc với Avicii. Nhận thấy sự hiện diện của hai chủ đề riêng biệt này, nữ ca sĩ cảm thấy cần phải thể hiện chúng trong album. Album được đặt tên là Rebel Heart, vì nó phản ánh hai khía cạnh trái ngược trong tính cách của bà: một bên là nổi loạn, bất trị còn một bên là lãng mạn; bà muốn album này đại diện cho cả hai khía cạnh đó. Trên đài phát thanh NRJ của Pháp, Madonna giải thích rằng Rebel Heart có thể vừa mang tính tự truyện vừa mang tính hư cấu, bởi vì bà đã kết hợp cả những trải nghiệm cá nhân và những câu chuyện tưởng tượng khi sáng tác các ca khúc. Tiêu đề album bắt nguồn từ quan điểm của Madonna cho rằng các nghệ sĩ âm nhạc đương đại không được khuyến khích hoặc truyền cảm hứng để trở nên nổi loạn, chấp nhận rủi ro hoặc dám lên tiếng, và bà muốn làm nổi bật thông điệp này. Tuy nhiên, nữ ca sĩ cũng nhận thức được tầm quan trọng của tình yêu trong bản chất nổi loạn, vì vậy đã thêm từ Heart vào nhan đề.
—Madonna trò chuyện với Jim Farber của New York Daily News về album.
Sự tự xem xét nội tâm (introspection) cũng được xem là một trong những chủ đề cốt lõi xuyên suốt album. Theo Sam C. Mac của Slant Magazine, “những lời bộc bạch chân thành về cá nhân và sự nghiệp được đan cài rải rác giữa sự khoa trương trong các ca khúc như 'Bitch I'm Madonna' và 'Unapologetic Bitch'", bên cạnh “nỗi ám ảnh không dứt với bản thân” mà Madonna thể hiện. Trong cuộc phỏng vấn với Jon Pareles của tờ The New York Times, nữ ca sĩ chia sẻ rằng mặc dù chưa từng ngoảnh đầu nhìn lại những nỗ lực trong quá khứ, nhưng việc hồi tưởng về chúng lần này lại có vẻ phù hợp đối với Rebel Heart. Bà nói: "Và thật buồn vui lẫn lộn khi tôi nghĩ về điều đó. Dường như có một thời điểm tôi muốn dừng lại và nhìn lại. Nó giống như cảm giác tội lỗi của người sống sót vậy. Tại sao tôi vượt qua được còn họ thì không?" Trong quá trình thực hiện album, bà cảm thấy thoải mái khi bày tỏ ý tưởng của mình trước vài người, ví von nó với "việc viết nhật ký trước mặt ai đó rồi đọc to lên... Nó gần giống như một bài tập diễn xuất vậy – bạn biết đấy – chỉ cần đặt mình vào trong một căn phòng và cứ để những ý tưởng tuôn trào, ngay cả khi tôi không cảm thấy quá gắn kết với mọi người xung quanh."
Madonna còn tìm thấy nguồn cảm hứng từ việc khám phá những nền văn hóa, nghệ thuật, văn học và âm nhạc khác nhau, khéo léo lồng ghép chúng vào các bài hát. Nữ ca sĩ tin rằng mỗi ca khúc nên có sức sống riêng, đủ mạnh mẽ để người nghe có thể hát chúng chỉ với một cây guitar. Madonna đã nhờ đến sự giúp đỡ của con gái Lourdes và con trai Rocco, gọi họ là cố vấn A&R của mình. Hai người đã cùng nhau đến các hộp đêm và cập nhật cho bà về những xu hướng âm nhạc và nghệ sĩ mới nổi, giúp định hình âm thanh mà Madonna hướng tới cho album.
Nhìn chung, Rebel Heart là một album nhạc pop, nhưng theo Bradley Stern của MuuMuse, nó khác biệt hoàn toàn so với những sản phẩm âm nhạc mà Madonna đã phát hành trong thập kỷ trước. Ông gọi đây là một "bản thu âm chiết trung", trích dẫn sự kết hợp độc đáo của các dòng nhạc như house những năm 1990, trap và reggae cùng với việc sử dụng guitar acoustic. Stern cảm nhận rằng, không giống như Hard Candy (2008) và MDNA, vốn theo đuổi các xu hướng âm nhạc hiện hành, âm thanh của album này mang tính đột phá và tiến bộ hơn. Bên cạnh đó, Mitchell Sunderland từ Vice nhận xét rằng Rebel Heart là một "bài học kinh nghiệm" rút ra từ những chỉ trích mà Madonna nhận phải cho hai album trước đó của mình. Jed Gottlieb của Boston Herald nhận thấy album này tiếp tục "cách tiếp cận ngày càng thú vị và sáng tạo" của Madonna bằng việc kết hợp phong cách âm nhạc đương đại với thị hiếu trước đây của bà. Anh cho rằng Rebel Heart là một bước cải thiện so với các giai điệu dance chung chung trong MDNA. Đối với Jon Pareles của The New York Times, Rebel Heart giống như phần tiếp theo của MDNA về mặt sáng tác. Trong khi MDNA bị ảnh hưởng bởi giọng hát lạnh lùng, máy móc và cách viết lời sáo rỗng, thì Rebel Heart lại thể hiện khả năng âm nhạc của Madonna và là một người viết lời "luôn suy ngẫm về tội lỗi cũng như với sự lãng mạn và danh vọng." Jay Lustig của tờ The Record cho rằng Madonna luôn thiếu sự mạch lạc về mặt chủ đề trong những dự án trước đây của bà. Tuy nhiên, với các bài hát từ Rebel Heart, nữ ca sĩ đã có thể tạo ra những đĩa đơn có tiềm năng thành công, mặc dù các track mang những phong cách khác nhau, từ đó duy trì được tính nhất quán trong toàn bộ album.

## Âm nhạc và diễn giải ca từ
Rebel Heart mở màn với ca khúc "Living for Love". Được sáng tác theo thể loại house, bài hát bắt đầu bằng giọng hát của Madonna trên nền piano "trang trọng", sau đó được hòa quyện cùng nhạc cụ gõ. Mặc dù là một bài hát về chia tay, nhưng "Living for Love" lại truyền tải thông điệp về sự hân hoan và niềm hy vọng. Theo Dean Piper của The Daily Telegraph, bài hát mang "đậm dấu ấn cổ điển của Madonna về những yếu tố tôn giáo, dàn hợp xướng phúc âm, beat piano thập niên 90 và tiếng bass cuốn hút". Jason Lipshutz của Billboard đã so sánh "Living for Love" với các đĩa đơn năm 1989 của bà là "Like a Prayer" và "Express Yourself". Track thứ hai "Devil Pray" được lấy cảm hứng từ việc con người dễ bị cám dỗ bởi ma túy để đạt được trạng thái tâm linh cao hơn và kết nối với Thiên Chúa. Lời bài hát cầu xin sự cứu rỗi khỏi những hình thức lạm dụng ma túy khác nhau, gợi nhắc đến Đức Mẹ Maria và Lucifer, cũng như nỗi đau trong quá trình hồi phục từ việc lạm dụng ma túy. Được sản xuất bởi Madonna cùng với Falk, Avicii, DJ Dahi và Blood Diamonds, "Devil Pray" mở đầu bằng những âm thanh guitar nhẹ nhàng, sau đó phát triển thành một bản nhạc electropop kết hợp với beat house sôi động. "Ghosttown" nói về sự sụp đổ của các nền văn minh và thế giới đối mặt với armageddon, nhưng con người vẫn tìm thấy hy vọng giữa sự hủy diệt. Được sáng tác cùng Jason Evigan, Evan Bogart và Sean Douglas, đây là một bản power ballad, trong đó Madonna hát với chất giọng "thấm thía" và "ấm áp" liên tưởng đến Karen Carpenter; khâu sản xuất cũng được so sánh với đĩa đơn năm 1986 "Live to Tell" của bà. Theo Douglas, "Ghosttown" được viết chỉ trong ba ngày, sau khi nữ ca sĩ đích thân đề nghị làm việc trong phòng thu cùng với anh và nhiều nhà sáng tác khác. Track thứ tư "Unapologetic Bitch" chịu ảnh hưởng từ reggae, dancehall và dubstep. Đây là một bài hát ska trong đó Madonna bày tỏ những cảm xúc tiêu cực về cuộc chia tay và người yêu cũ, với những câu hát như: "It might sound like I'm an unapologetic bitch but sometimes you have to call it like it is." Madonna giải thích rằng ca khúc này nói về việc tận hưởng cuộc sống bất kể hoàn cảnh nào.
Track thứ năm "Illuminati" là kết quả từ sự tìm hiểu sâu sắc của Madonna về Illuminati sau khi bà biết rằng mình bị coi là một trong những thành viên của hội kín này. Lời bài hát đề cập đến các thuyết âm mưu về Illuminati, kim tự tháp Ai Cập, chim phượng hoàng, Thời đại Khai sáng và Thiên Nhãn cùng nhiều yếu tố khác, với câu hát ở phần điệp khúc: "It's like everybody in this party is shining like Illuminati." Theo Madonna, Kanye West – nhà sản xuất của "Illuminati" – rất thích giai điệu gốc và đã thay đổi phần soạn nhạc, thêm thắt vào những nét riêng của mình. Nicki Minaj góp giọng trong track thứ sáu "Bitch I'm Madonna", với đoạn rap hô hào mọi người "go hard or go home", trong khi Madonna hát những câu như: "I just want to have fun tonight, I wanna blow up this house tonight." Được sản xuất bởi Diplo và Sophie, ca khúc này mang âm hưởng mạnh mẽ, pha trộn giữa "electro lách tách" và "dubstep dồn dập". Trong quá trình sáng tác, Minaj đã phải viết đi viết lại lời bài hát cho đến khi cô nắm bắt được đúng tinh thần mà Madonna mong muốn. "Hold Tight" có một đoạn điệp khúc "bắt tai" và beat trống đầy nội lực, được Sam C. Mac của Slant Magazine mô tả là: "một bản nhạc pop vô thưởng vô phạt với ca từ sáo rỗng, nhưng bất ngờ trở nên thú vị khi nó có nguy cơ trở thành một bài hát mang tính phúc âm hóa." Track thứ tám "Joan of Arc" là một bản ballad mà Madonna trải lòng về việc cuộc sống của mình bị giới truyền thông soi mói quá mức, với câu hát: "Each time they take a photograph, I lose a part of me I can't get back." Ca khúc còn đề cập đến vị thánh Công giáo La Mã cùng tên. Giọng hát trầm lắng, ngân rung của Madonna và ca từ mang tính tự sự trong "Joan of Arc" được nâng tầm bởi phần nhạc đệm sử dụng đàn dây và guitar acoustic trong đoạn bridge.
"Iconic" có sự góp mặt của Chance the Rapper và võ sĩ quyền anh Mike Tyson. Tyson thể hiện phần giới thiệu bằng lời nói cho bài hát, tương tự như những gì ông đã làm trong đĩa đơn đầu tay "Second Round K.O." (1998) của Canibus. Madonna đã mời Tyson đến phòng thu, tại đây ông chia sẻ về cuộc đời mình và ghi âm phần giới thiệu chỉ trong một lần duy nhất. Với beat "kỳ lạ", lời bài hát của "Iconic" thể hiện việc Madonna tự khẳng định mình như là một biểu tượng. Tiếp sau "Iconic" là "HeartBreakCity". Đây là một bản ballad piano nói về mối tình đã tan vỡ, Madonna hát với âm vực trầm hơn lấy cảm hứng từ dòng nhạc baroque pop. Với tiếng synth, banjo và trống vang, "Body Shop" mô tả tình yêu như một chiếc xe bị hỏng trên đường cao tốc, cần được sửa chữa để tiếp tục tồn tại. West cũng sản xuất track tiếp theo "Holy Water", trong đó Madonna so sánh chất dịch cơ thể của mình với tiêu đề bài hát. Với những hiệu ứng âm thanh theo chủ nghĩa khoái lạc, ca khúc gợi nhớ đến đĩa đơn năm 1990 "Justify My Love" của bà và có một đoạn lời trích từ "Vogue". Phần điệp khúc được nhấn mạnh bằng đoạn bassline bao gồm các âm thanh rên rỉ, nhạc trò chơi arcade và synth. "Inside Out" được sản xuất bởi Mike Dean, nổi bật với giọng hát của Madonna được thêm hiệu ứng vang vọng, hòa quyện cùng tiếng piano và các hợp âm nhẹ nhàng. Tiếp theo là "Wash All Over Me", track cuối cùng trong phiên bản tiêu chuẩn của album. Âm thanh piano kiểu baroque cùng với beat quân sự ổn định dẫn dắt người nghe đến đoạn điệp khúc khi Madonna hát về thế giới đang thay đổi, những nỗi đau xé lòng và sự chấp nhận. Một dàn hợp xướng phúc âm và những âm thanh synth tối giản đã làm nền cho bài hát.
Phiên bản cao cấp của Rebel Heart tiếp nối với track "Best Night", một nhạc phẩm electro mang âm hưởng thập niên 80, gợi nhớ đến các ca khúc của Sade với tiếng trống và sáo Ấn Độ. Madonna mở đầu bằng câu hát "You can call me M tonight" nhưng giọng hát của bà lại không thực sự rõ ràng trong phần điệp khúc mà chỉ có thể nghe thấy trong phần hòa âm. Ngoài ra còn có một đoạn nhạc gợi nhớ đến "Justify My Love" ở phần bridge. Tiếp theo là "Veni Vidi Vici", một bài rap kể về "câu chuyện khởi nguồn" với lời ca được xây dựng xoay quanh các bài hát của Madonna: "I expressed myself, came like a virgin down the aisle / Exposed my naked ass, and I did it with a smile / And when it came to sex, I knew I walked the borderline / and when I struck a pose, all the gay boys lost their minds." Nữ ca sĩ hát đoạn điệp khúc trên nền nhạc guitar đơn giản, cất lên câu "I came, I saw, I conquered", cũng chính là bản dịch tiếng Anh của tựa đề bài hát. Nas xuất hiện với vai trò khách mời, ông rap về cuộc đời mình trên nền tiếng súng shotgun và tiếng kèn rộn ràng do Diplo phối khí. "S.E.X." là track tiếp theo, trong đó Madonna hỏi một cách mỉa mai "tell me what you know about sex" trên nền âm thanh bass, synth và tiếng đàn dây arpeggio. Gần cuối bài, bà liệt kê hàng loạt vật dụng liên quan đến bondage như: "Twisted rope, handcuffs, blindfold, string of pearls". Được mô tả vừa là hiện thân vừa là lời phê phán đối với chính hành vi tình dục trên, "S.E.X." nói về sự thiếu thân mật trong đó Madonna rap với chất giọng "vô tư"; nữ ca sĩ đã cố tình làm cho giọng mình nghe giống như bị nói ngọng khi phát âm các từ.
"Messiah" là một bản pop ballad kịch tính với tiếng violin và dàn nhạc giao hưởng làm nền. Madonna hát với chất giọng "sâu lắng và mượt mà". Ca từ xoay quanh việc thắp nến, thuật chiêu hồn và những câu thần chú tình yêu. Track chủ đề "Rebel Heart" kết thúc phiên bản cao cấp của album và đã được thay đổi hoàn toàn so với bản demo bị rò rỉ. Bài hát sử dụng âm thanh guitar acoustic và violin, với ca từ mang đậm tính tự sự. Amy Pettifer của The Quietus nhận xét, "'Rebel Heart' âm thầm thừa nhận [vai trò của Madonna] trong việc xây dựng nên bối cảnh và phổ biến những phong cách âm nhạc là nền tảng của các xu hướng hiện tại." Phiên bản siêu cao cấp của Rebel Heart đã giới thiệu những track như "Graffiti Heart", trong đó Madonna lấy cảm hứng từ các nghệ sĩ như bạn trai cũ Jean-Michel Basquiat và người bạn Keith Haring, gợi lên sức mạnh của nghệ thuật trong việc giành lấy tự do. Trang blog Pretty Much Amazing mô tả bài hát này là "một bức thư tình nồng nhiệt gửi đến sự sáng tạo", trong khi "Beautiful Scars" là một track disco nhẹ nhàng mang hơi hướng hoài cổ. "Borrowed Time" đề cập đến chiến tranh và các vấn đề xã hội còn "Auto-Tune Baby" lấy tiếng khóc của em bé làm nền.

## Phát hành, bị rò rỉ và bìa album
Vào tháng 5 năm 2014, nhiếp ảnh gia Mert Alas đã đăng lên tài khoản Instagram của mình rằng ông đang nghe một album mới của Madonna. Billboard sau đó đã xác nhận rằng Madonna vẫn đang trong quá trình thu âm album này tại Los Angeles. Sau đó, tạp chí này đã đăng một đoạn nhạc không lời dài 50 giây mà giới truyền thông cho rằng là của Madonna, nhưng nó về sau được xác định là của DJ người Hà Lan Sander Kleinenberg và bài hát "We Are Superstars" của ông. Oseary xác nhận rằng Madonna dự định phát hành album vào năm 2015. Tuy nhiên, vào ngày 28 tháng 11 năm 2014, hai ca khúc "Rebel Heart" và "Wash All Over Me" đã bị rò rỉ trên Internet; các bài hát này nhanh chóng bị gỡ xuống và Oseary đã đăng tweet kêu gọi sự giúp đỡ để tìm ra nguồn cơn của vụ rò rỉ. Vào ngày 17 tháng 12 năm 2014, mười ba bài hát cùng với ảnh bìa album cho thấy nó có thể được đặt tên là Iconic đã bị rò rỉ. Madonna bức xúc giải thích rằng những bài hát trên chỉ là phiên bản demo từ các bản thu trước đó; bà mô tả vụ rò rỉ này là "sự cưỡng bức nghệ thuật". Tuy nhiên, nữ ca sĩ đã vấp phải nhiều lời chỉ trích khi so sánh vụ hack này với "khủng bố", đặc biệt là trong bối cảnh vụ thảm sát trường học Peshawar và cuộc khủng hoảng con tin ở Sydney vừa mới xảy ra. Madonna chia sẻ trong một buổi phỏng vấn với Billboard rằng sau vụ rò rỉ, bà và đội ngũ của mình đã cố gắng truy tìm nguồn cơn nhưng cuối cùng quyết định phát hành các bài nhạc đã hoàn thiện. Đề cập đến vụ hack Sony Pictures, Madonna bày tỏ sự lo ngại về tình trạng an ninh trên Internet và cho biết bà đã phải tăng cường bảo mật cho máy tính xách tay và ổ cứng của mình, đồng thời tắt kết nối Wi-Fi. Nữ ca sĩ nói thêm: "Tôi muốn mọi thứ diễn ra theo kế hoạch. Phát hành đĩa đơn, quay video, giới thiệu album cũng như chuẩn bị cho việc phát hành toàn bộ album và sắp xếp mọi thứ album một cách chỉn chu... Nhưng chúng tôi gần như không còn lựa chọn nào khác".
—Madonna chia sẻ về vụ rò rỉ với Alexis Petridis của The Guardian.
Vào ngày 20 tháng 12 năm 2014, Rebel Heart đã được mở đặt trước trên iTunes Store. Khi đặt hàng, sáu track "Living for Love", "Devil Pray", "Ghosttown", "Unapologetic Bitch", "Illuminati" và "Bitch I'm Madonna" sẽ tự động được tải xuống. Madonna cho biết những ca khúc này là "món quà Giáng Sinh sớm" dành tặng cho người hâm mộ của bà, với ngày phát hành chính thức của album được lên lịch vào ngày 10 tháng 3 năm 2015. Ban đầu, "Living for Love" được chọn là đĩa đơn chủ đạo, dự kiến ra mắt vào ngày Valentine và toàn bộ album sẽ được phát hành vào mùa xuân. Tuy nhiên do bị rò rỉ, thời điểm phát hành đã phải đẩy lên sớm hơn. Oseary nhớ lại rằng họ không nhận được xác nhận cho đến tối thứ Sáu về việc liệu có thể phát hành sớm Rebel Heart hay không, vì iTunes đã đóng cửa nghỉ lễ Giáng sinh cuối tuần. Sau nhiều cuộc thảo luận về ưu và nhược điểm của việc phát hành, cùng với sự hỗ trợ của Phó Chủ tịch Interscope Steve Berman và Robert Kondrk của Apple Inc., họ đã có thể dần dần trình làng album. Sáu bài hát mà Madonna chọn phải được hoàn thiện, và do nhà sản xuất của những bản nhạc này không thể góp mặt, nên Madonna đã tự mình đảm nhận công đoạn master và trộn âm cho chúng.
Việc phát hành Rebel Heart được so sánh với việc phát hành album bất ngờ vào năm 2013 của Beyoncé, The Guardian gọi đây là một "Beyoncé không hoàn chỉnh". Các vụ rò rỉ tiếp tục diễn ra với 14 bản demo mới được tiết lộ từ ngày 23 đến ngày 27 tháng 12. Ba track mới "Hold Tight", "Joan of Arc" và "Iconic" đã được phát hành sau màn trình diễn của Madonna tại lễ trao giải Grammy vào tháng 2 năm 2015. Danh sách track cuối cùng của album này được công bố vào ngày 20 tháng 1 năm 2015, bao gồm tên các bài hát trong cả phiên bản tiêu chuẩn và phiên bản cao cấp. Một ngày sau đó, cảnh sát Israel đã bắt giữ một người đàn ông bị tình nghi hack vào máy tính của Madonna cũng như các nhạc sĩ khác để ăn cắp và rò rỉ nội dung. Lahav 433, một tổ chức chống tội phạm của Israel, đã dẫn đầu cuộc điều tra kéo dài một tháng sau vụ rò rỉ, đồng thời phối hợp chặt chẽ với FBI. Mặc dù cảnh sát Israel từ chối công bố danh tính nghi phạm, giới truyền thông đã xác định người này là Adi Lederman, một cựu thí sinh của chương trình truyền hình thực tế Kokhav Nolad mùa thứ 10. Khi phiên bản cao cấp của album bị rò rỉ toàn bộ, Lederman đã bị Tòa án Sơ thẩm Israel truy tố với bốn tội danh: xâm nhập máy tính (hai cáo buộc), giám sát bí mật trái phép, vi phạm bản quyền và cản trở điều tra. Cuộc điều tra còn tiết lộ rằng Lederman từng làm rò rỉ bản demo của đĩa đơn chủ đạo "Give Me All Your Luvin'" trong MDNA của Madonna. Bản sao của các bài hát, bao gồm cả bản thu âm buổi tổng duyệt cho những buổi diễn sắp tới của nữ ca sĩ, đã được bán với giá hơn 1.000 USD cho nhiều khách hàng khác nhau. Cuối cùng, Lederman đã bị kết án 14 tháng tù giam tại một nhà tù ở Tel Aviv.
Bìa album với hình ảnh khuôn mặt Madonna đan xen bằng những sợi dây đen đã trở nên phổ biến trên mạng xã hội, dẫn đến việc tạo ra vô số meme trên Instagram, Tumblr và Twitter. Người hâm mộ đã quấn các sợi dây đen quanh khuôn mặt của mình để bắt chước bìa album và tạo ra nhiều meme sử dụng hình ảnh của những ngôi sao nổi tiếng như Britney Spears, Michael Jackson, Jim Carrey và Marlon Brando. Madonna đã chia sẻ nhiều hình ảnh chế này lên các tài khoản mạng xã hội của mình. Tuy nhiên, ba trong số những hình ảnh đó—Martin Luther King Jr., Nelson Mandela và Bob Marley với những sợi dây tương tự quấn quanh mặt—đã vấp phải làn sóng chỉ trích dữ dội vì bị cho là "thiếu tôn trọng và phân biệt chủng tộc". Nữ ca sĩ đã lên tiếng giải thích vào ngày hôm sau rằng bà cảm thấy vinh dự khi được so sánh với ba nhân vật vĩ đại trên và tự nhận mình là một "chiến sĩ đấu tranh cho tự do". Rebel Heart trở thành album phòng thu thứ tư của bà mang nhãn Parental Advisory sau Erotica (1992), American Life (2003) và MDNA, do chứa ca từ tục tĩu và đề cập đến tình dục trong những track như "Holy Water".

## Quảng bá

### Biểu diễn trực tiếp

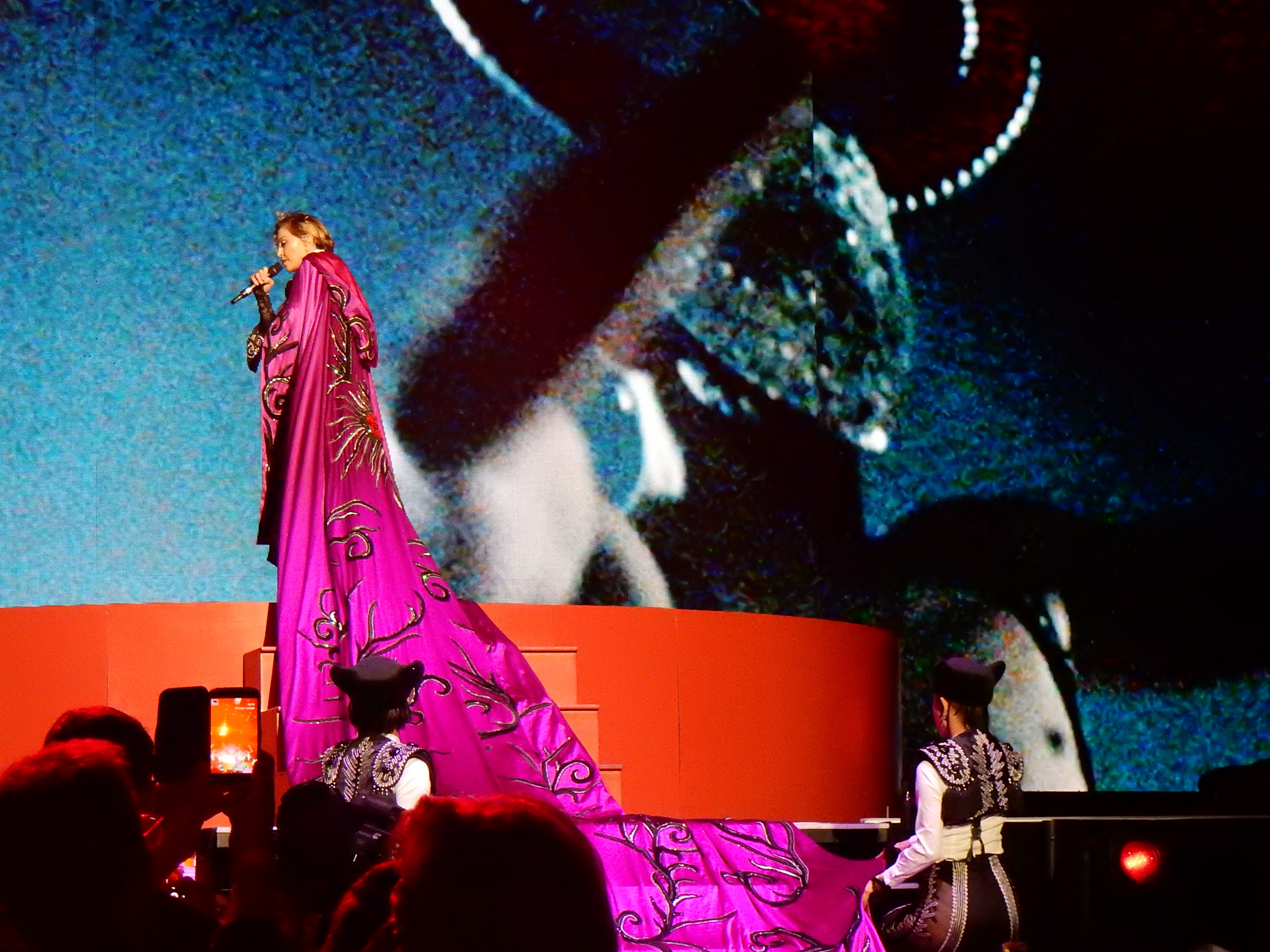
Trong màn trình diễn "Living for Love" tại chuyến lưu diễn Rebel Heart Tour, Madonna đã diện một chiếc áo choàng dài tương tự như chiếc áo choàng mà bà từng mặc ở lễ trao giải Brit.

Madonna xác nhận sẽ tham gia lễ trao giải Grammy lần thứ 57 vào ngày 8 tháng 2 năm 2015; Oseary cho biết thêm rằng bà cũng sẽ biểu diễn tại buổi lễ. Nữ ca sĩ đã trình diễn "Living for Love" trong trang phục đấu sĩ bò tót liền thân màu đỏ, được  quanh bởi các vũ công nam hóa trang thành minotaur tương tự như trong MV. Theo Forbes, đây là tiết mục được xem nhiều nhất trong đêm trao giải. Quyết định hát live mà không dùng Auto-Tune của bà trong màn trình diễn có vũ đạo đã nhận được nhiều lời khen ngợi. Bà cũng biểu diễn bài hát này tại lễ trao giải Brit năm 2015 vào ngày 25 tháng 2. Tuy nhiên, trong phần đầu của buổi diễn, một sự cố trang phục đã khiến nữ ca sĩ bị kéo ngã xuống bậc cầu thang trên sân khấu. Sau đó, bà đã lên Instagram để trấn an người hâm mộ, đăng bài: "Cảm ơn vì những lời chúc tốt đẹp! Tôi vẫn ổn." Sự cố được xác định là do chiếc áo choàng của bà bị buộc quá chặt. Khi các vũ công cố gắng tháo nó ra khỏi cổ bà, Madonna đã bị kéo ngã, khiến khán giả vô cùng sốc. Sau vài giây choáng váng, nữ ca sĩ đã lấy lại bình tĩnh và tiếp tục hoàn thành màn trình diễn theo đúng kế hoạch.
Madonna đã hợp tác với ứng dụng mạng xã hội định vị địa lý Grindr nhằm quảng bá cho Rebel Heart. Một cuộc thi đã được tổ chức, yêu cầu người tham gia tạo lại ảnh bìa album và đặt nó làm ảnh đại diện trên Grindr. Năm người dùng may mắn của ứng dụng này được chọn để tham gia buổi phỏng vấn độc quyền với nữ ca sĩ, còn những người chiến thắng còn lại sẽ nhận được bản sao album có chữ ký của Madonna. Joe Stone từ The Guardian đánh giá đây là một chiến lược quảng bá "thông minh", giúp bà kết nối trực tiếp với cộng đồng người hâm mộ LGBT của mình. Madonna đã xuất hiện trên The Jonathan Ross Show, đánh dấu buổi phỏng vấn truyền hình đầu tiên ở Anh Quốc của bà sau ba năm vào ngày 26 tháng 2 năm 2015 (phát sóng vào ngày 14 tháng 3). Tại đây, nữ ca sĩ đã trình diễn phiên bản chỉnh sửa của "Living for Love", cũng như lần đầu tiên biểu diễn "Ghosttown". Tiếp đó, vào ngày 1 tháng 3, Madonna đến Ý để tham gia chương trình truyền hình Che tempo che fa (phát sóng vào ngày 8 tháng 3). Tại đây, bà đã biểu diễn "Devil Pray" và "Ghosttown", đồng thời trò chuyện với MC Fabio Fazio về nhiều chủ đề khác nhau, bao gồm cả quá trình sản xuất album. Ngày hôm sau, bà tiếp tục xuất hiện trên chương trình Le Grand Journal của Pháp, biểu diễn phiên bản chỉnh sửa của "Living for Love" và "Ghosttown". Madonna cũng đã tham gia buổi phỏng vấn trên The Today Show vào ngày 9 và 10 tháng 3 năm 2015, chia sẻ với MC Carson Daly về vụ rò rỉ album này. Madonna lần đầu tiên xuất hiện trong một tập đặc biệt của The Howard Stern Show. Tại đây, nữ ca sĩ đã có những chia sẻ chân thành về cuộc sống và các mối quan hệ cá nhân, cũng như xác nhận "Ghosttown" sẽ là đĩa đơn thứ hai trong Rebel Heart.
Madonna đã xuất hiện và biểu diễn trên The Ellen DeGeneres Show tại Mỹ trong suốt tuần từ ngày 16 đến ngày 20 tháng 3. Bài hát được biểu diễn bao gồm "Living for Love" với sự góp mặt của chính DeGeneres trên sân khấu. Bà cũng thể hiện các phiên bản rút gọn của "Joan of Arc", "Ghosttown" và đĩa đơn năm 1985 "Dress You Up" trong một bối cảnh hòa nhạc ở phòng tắm cùng với DeGeneres. Vào ngày 29 tháng 3 năm 2015, Madonna trình diễn "Ghosttown" tại lễ trao giải Âm nhạc iHeartRadio lần thứ 2 ở Los Angeles và đã có màn kết hợp đặc biệt với Taylor Swift, người đã đệm đàn guitar cho bà trên sân khấu. Hai ngày sau, Jo Whiley của BBC đã phỏng vấn Madonna trên kênh Radio 2, đánh dấu đây là buổi phỏng vấn đầu tiên trên đài phát thanh của nữ ca sĩ tại Anh Quốc. Madonna còn xuất hiện trên The Tonight Show Starring Jimmy Fallon vào ngày 9 tháng 4 năm 2015, biểu diễn "Bitch I'm Madonna" và đĩa đơn năm 1983 "Holiday".

### Đĩa đơn

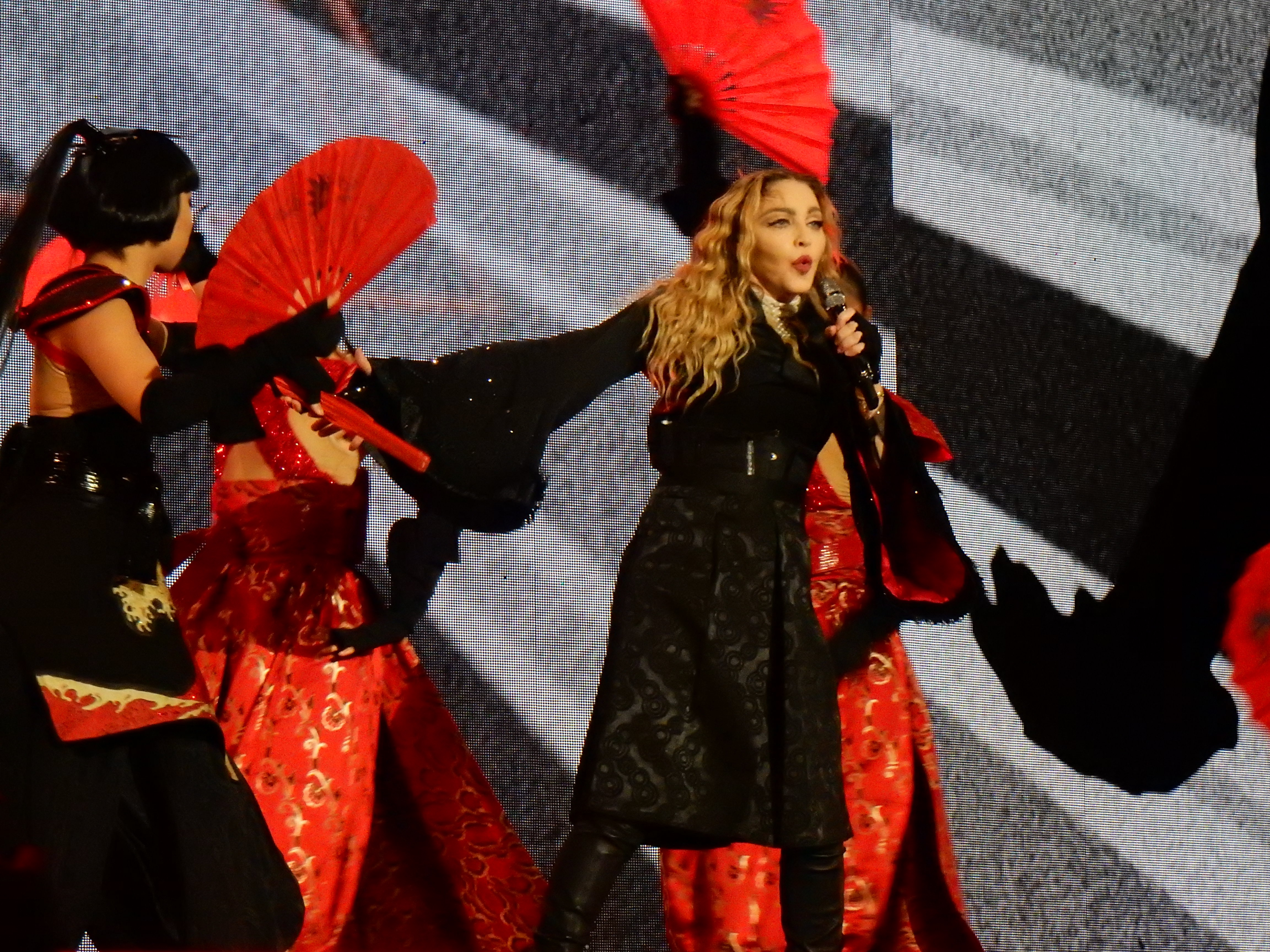
Madonna trình diễn đĩa đơn thứ ba của Rebel Heart, "Bitch I'm Madonna", trong Rebel Heart Tour. Đây đã trở thành đĩa đơn quán quân thứ 46 của bà trên bảng xếp hạng Billboard Dance Club Songs.

"Living for Love" là đĩa đơn đầu tiên từ album, được phát hành cùng với năm track khác. Bài hát được phát sóng trên đài phát thanh tại Mỹ vào ngày 10 tháng 2 năm 2015. Ca khúc nhận được nhiều phản hồi tích cực, trong đó Slant Magazine xếp nó ở vị trí thứ 25 trong danh sách bài hát hay nhất năm 2015 và nhận xét rằng: "Tuy có phần quá trau chuốt và rườm rà, nhưng tinh thần của bài hát vẫn còn nguyên vẹn. Dù thông điệp về cuộc sống sau tình yêu của Madonna không đạt được thành công thương mại lớn như 'Believe' của Cher, nhưng nó vẫn là một bản pop-phúc âm xuất sắc." Một video âm nhạc đi kèm, do bộ đôi người Pháp Julien Choquart và Camille Hirigoyen (hay còn được biết đến với tên J.A.C.K.) làm đạo diễn, được phát hành vào tháng 2 năm 2015. Video kết hợp các yếu tố thần thoại và khắc họa hình ảnh Madonna như một nữ đấu sĩ bò tót, chiến đấu với những vũ công hóa trang thành minotaur trên một sân khấu hình tròn màu đỏ.
"Ghosttown" lần đầu tiên được phát sóng trên đài phát thanh tại Ý vào ngày 13 tháng 3 năm 2015, và một tuần sau đó ở Úc. Video âm nhạc do Jonas Åkerlund làm đạo diễn và có sự tham gia của nam diễn viên Terrence Howard. Chủ đề chính của MV là "một tình huống tận thế mô phỏng sự kết thúc của thế giới," cho thấy ca sĩ và Howard là những người sống sót duy nhất trong một thành phố bị tàn phá.
Đĩa đơn thứ ba, "Bitch I'm Madonna", được phát hành dưới dạng EP remix, bao gồm nhiều bản phối lại của các cộng sự khác nhau. Åkerlund tiếp tục đảm nhận vai trò đạo diễn cho video âm nhạc, với sự góp mặt của Minaj, Diplo và Madonna, bên cạnh những khách mời đặc biệt như Rita Ora, Chris Rock, Jon Kortajarena, Miley Cyrus, Alexander Wang, Beyoncé, Katy Perry, Kanye West cùng hai con trai của Madonna là Rocco và David. Video được quay tại Khách sạn Standard ở thành phố New York, ghi lại cảnh Madonna và bạn bè tiệc tùng xuyên suốt tòa nhà, kết thúc trên sân thượng. Tuy nhiên, video gặp phải một số trục trặc kỹ thuật khi phát hành trên dịch vụ phát trực tuyến Tidal và nhận về nhiều phản hồi trái chiều. Giới phê bình khen ngợi sự điên cuồng, táo bạo của MV nhưng cũng chỉ trích sự vắng mặt của các ngôi sao khách mời tại trường quay.
"Bitch I'm Madonna" trở thành track duy nhất từ album lọt vào bảng xếp hạng Billboard Hot 100, ra mắt và đạt đỉnh ở vị trí thứ 84, nhờ tổng cộng 2,6 triệu lượt nghe và xem video. Ba đĩa đơn đầu tiên đều đạt vị trí quán quân trên Billboard Dance Club Songs. Điều này giúp Madonna củng cố kỷ lục là nghệ sĩ có nhiều bài hát đứng đầu nhất trên bảng xếp hạng này. Đồng thời, bà còn trở thành nghệ sĩ có nhiều đĩa đơn quán quân nhất trên một bảng xếp hạng Billboard, phá vỡ kỷ lục trước đó của ca sĩ nhạc đồng quê George Strait, người đã có 44 đĩa đơn đạt vị trí số một trên bảng xếp hạng Hot Country Singles. "Living for Love" đạt vị trí thứ 26 tại Anh Quốc, trở thành đĩa đơn thứ 71 của Madonna lọt top 40, giúp bà tiếp tục giữ vững kỷ lục là nữ nghệ sĩ có nhiều đĩa đơn top 40 nhất tại Anh Quốc. "Hold Tight" chỉ được phát hành trên đài phát thanh tại Ý vào ngày 24 tháng 7 năm 2015 và là đĩa đơn thứ tư của album ở quốc gia này.

### Lưu diễn
Nhiều phương tiện truyền thông đã bắt đầu đưa tin về chuyến lưu diễn quảng bá cho Rebel Heart. Tờ báo Ý Torino Today cho biết Madonna dự định trở lại Turin với hai đêm diễn vào ngày 20 và 21 tháng 11 năm 2015. Rebel Heart Tour chính thức khởi động vào ngày 9 tháng 9 năm 2015, đi qua Bắc Mỹ, châu Âu, châu Á và châu Đại Dương. Theo Billboard, chuyến lưu diễn này sẽ chỉ diễn ra tại các nhà thi đấu và ghé thăm những thành phố mà nữ ca sĩ chưa từng biểu diễn trước đó. Lịch trình ban đầu bao gồm 25–30 đêm diễn ở Bắc Mỹ và 20–25 đêm diễn ở châu Âu, các đêm diễn bổ sung sẽ được công bố sau. Đặc biệt, đây là lần đầu tiên bà trở lại Úc sau 22 năm kể từ The Girlie Show (1993), cũng như là lần đầu tiên bà đặt chân đến New Zealand và Philippines.
Sân khấu chính của tour diễn được thiết kế cao hơn và đặt ở cuối mỗi nhà thi đấu. Một sàn catwalk dài nối từ trung tâm sân khấu ra phía khán giả, kết thúc bằng một sân khấu hình trái tim. Sàn catwalk này được cắt ngang bởi một sân khấu phụ hình chữ thập trải rộng khắp nhà thi đấu. Đội ngũ thiết kế trang phục cho chuyến lưu diễn bao gồm: Jeremy Scott của Moschino, Alessandro Michele của Gucci, Alexander Wang, cùng với Fausto Puglisi, Prada, Miu Miu, Swarovski, nhà thiết kế người Lebanon Nicolas Jebran và cộng sự lâu năm của Madonna Arianne Phillips. Chuyến lưu diễn nhận được nhiều đánh giá tích cực từ giới phê bình, đa số đều nhận xét Madonna trông rất vui vẻ trên sân khấu. Rebel Heart Tour đã thu về 169,8 triệu USD từ 82 đêm diễn, với hơn 1,045 triệu vé được bán ra. Một album trực tiếp của chuyến lưu diễn đã được phát hành vào ngày 15 tháng 9 năm 2017 dưới dạng DVD, Blu-ray và tải xuống kỹ thuật số.

## Đánh giá chuyên môn
| Đánh giá chuyên môn | Đánh giá chuyên môn |
| Điểm trung bình     | Điểm trung bình     |
| Nguồn               | Đánh giá            |
| ------------------- | ------------------- |
| AnyDecentMusic?     | 6,3/10              |
| Metacritic          | 68/100              |
| Nguồn đánh giá      |                     |
| Nguồn               | Đánh giá            |
| AllMusic            | [ 150 ]             |
| The A.V. Club       | B−                  |
| Billboard           | [ 52 ]              |
| The Guardian        | [ 152 ]             |
| Los Angeles Times   | [ 153 ]             |
| NME                 | 5/10                |
| Rolling Stone       | [ 155 ]             |
| Slant Magazine      | [ 53 ]              |
| Spin                | 6/10                |
| USA Today           | [ 157 ]             |

Khi phát hành, Rebel Heart đã nhận được nhiều đánh giá tích cực từ giới phê bình. Trên Metacritic, trang web chuyên đánh giá dựa trên điểm bình quân trọng số từ các nhà phê bình âm nhạc, album đạt điểm trung bình là 68/100, dựa trên 29 bài đánh giá, cho thấy "các đánh giá nhìn chung là tích cực". Neil McCormick của The Daily Telegraph, Andy Gill của The Independent, Stephen Thomas Erlewine của AllMusic và Lauren Murphy của The Irish Times đều chấm cho album này 4 trên 5 sao. McCormick cảm nhận rằng "lần đầu tiên sau nhiều năm, [Madonna] không còn vẻ tuyệt vọng nữa", đồng thời so sánh album này với Hard Candy và MDNA. Murphy viết rằng "biểu tượng nhạc pop không thể chối cãi đã trở lại đầy táo bạo" sau MDNA với "ít bản hit nhạc pop đáng nhớ". Gill đặc biệt ấn tượng với giọng hát của Madonna trong album này, trong khi Erlewine cho rằng Rebel Heart đánh dấu sự hồi sinh về khía cạnh nổi loạn và tâm trạng trải lòng của Madonna. Saeed Saeed của tờ The National gọi đây là "một tuyển tập chất lượng với những giai điệu pop mạnh mẽ, trong đó Madonna cuối cùng cũng cho phép mình nhìn lại quá khứ và đôi khi  mượn cảm hứng từ thời kỳ đỉnh cao của cô ấy vào cuối những năm 80 và đầu những năm 2000."
Trong bài viết trên tờ The Quietus, Amy Pettifer đã dành nhiều lời khen cho Rebel Heart, mô tả đây là "sự trở lại với cội rễ văn hóa club [của Madonna] nhưng mang một màu sắc u tối hơn, và ở một mức độ nào đó—album này dường như đối diện với những bước đi sai lầm trong các sản phẩm gần đây của cô ấy. Cây bút Elysa Gardner của USA Today đã chấm cho album 3,5/4 sao và mô tả âm thanh cùng ca từ trong album là "cực kỳ trực diện". Greg Kot của Chicago Tribune và Randall Roberts của Los Angeles Times cũng chấm cho album 3/4 sao. Kot cho rằng Rebel Heart sẽ hoàn hảo hơn nếu không có những bài hát đề cập đến tình dục, tuy nhiên ông vẫn thấy album này "hấp dẫn". Roberts cho rằng Rebel Heart nổi bật "một cách vững chắc" nhờ vào khâu sản xuất chất lượng. Trên tờ The Boston Globe, James Reed nhận định tác phẩm là "một bước ngoặt đáng hoan nghênh trong danh sách đĩa nhạc gần đây của nữ nghệ sĩ... đây là nỗ lực vừa ý nhất của cô ấy trong một thập kỷ qua, đồng thời album đã kết nối một cách khéo léo những dấu ấn trong các thời kỳ và phong cách âm nhạc khác nhau của Madonna." Nhà phê bình Joey Guerra của Houston Chronicle gọi Rebel Heart là "một album phức tạp, nhất quán và đầy nội lực".
Sal Cinquemani của Slant Magazine, Joe Levy của Billboard và Caryn Ganz của Rolling Stone đều chấm cho album này 3,5/5 sao. Cinquemani nhận xét album này "rất đa dạng" nhưng vẫn cảm thấy nó "là một tổng thể thống nhất đáng kinh ngạc". Levy cho rằng album này "tinh tế" hơn so với "các tiêu chuẩn hiện hành", mô tả thêm rằng: "Những bài hát này mở ra một cách chậm rãi, được xây dựng thông qua phần giới thiệu giống như khúc dạo đầu trước khi các đoạn hook xuất hiện trên nền kết cấu âm nhạc biến đổi liên tục". Ganz nhận thấy rằng Rebel Heart "tỏa sáng nhất khi Madonna gạt bỏ tất cả và bộc bạch trực tiếp với người nghe", đồng thời cho biết thêm: "Sâu thẳm bên trong, Madonna thực sự có một trái tim nổi loạn – và bạn không thể trách cô ấy vì đã nhắc nhở chúng ta rằng nhạc pop đã trở nên tuyệt vời hơn nhờ điều đó." Jamieson Cox của Time khen ngợi album vì sự nhất quán trong khâu sản xuất và âm thanh, cũng như giọng hát và khả năng sáng tác của Madonna. Chấm cho album điểm "B", Kyle Anderson và Adam Markovitz của Entertainment Weekly đã gọi đây là "tác phẩm hay nhất của Madonna kể từ Music năm 2000". Alexis Petridis của The Guardian và Nick Levine của Time Out đều chấm cho album 3/5 sao. Petridis cho rằng hai mặt đối lập của album không "thực sự ăn nhập với nhau", ông lý giải rằng: "phần đầu có thể đại diện cho chất nhạc mà Madonna muốn làm, trong khi phần sau là thứ âm nhạc mà cô ấy cảm thấy bắt buộc phải làm". Levine viết: "Rebel Heart có thể thiếu sự gắn kết, nhưng rõ ràng cô ấy vẫn chưa hết thời: album này chứa đựng một số ca khúc hay nhất mà Madonna đã làm trong một thập kỷ qua."
Annie Zalesky của The A.V. Club cho rằng album này có "một số khoảnh khắc khiến người nghe phải vò đầu bứt tai", nhưng về mặt âm nhạc, đây là một bước đi đúng hướng. Andrew Unterberger của Spin đã chấm Rebel Heart 6/10 điểm. Mặc dù cho rằng album này khá "rườm rà", cây viết vẫn cảm thấy rằng album chứa đựng "một số bài hát hay nhất trong nhiều năm qua" của Madonna. Samuel Murrian từ Instinct cho rằng album "có thể đã là một cú home run nếu như nó được tinh giản bớt đi vài track". Reece Shrewsbury của WhatCulture cho rằng "có rất nhiều thử nghiệm và biến tấu, nghe thì có vẻ ấn tượng nhưng thực tế lại khiến album trở nên rời rạc". Mặc dù thừa nhận album này "gần gũi hơn với hình ảnh một Madonna thời hoàng kim với danh hiệu Nữ hoàng nhạc pop", song Shrewsbury kết luận rằng Rebel Heart "vẫn còn nhiều thiếu sót [...] [nó] gặp khó khăn trong việc duy trì sự nhất quán và một định hướng sáng tạo rõ ràng". Trong bài viết trên tờ The New Zealand Herald, Lydia Jenkin đã đưa ra đánh giá trái chiều về Rebel Heart, cho rằng nhạc phẩm là "một mớ hỗn độn" và "khó hiểu". Lindsay Zoladz của tạp chí New York bày tỏ sự thất vọng, cảm thấy các bài hát nghe "an toàn" và nói thêm rằng: "Madonna của Rebel Heart [đã] một lần nữa thành công trong việc đạt được mục tiêu ngày càng vô nghĩa là chạy theo xu hướng". Đội ngũ của The Advocate cũng bày tỏ sự thất vọng; "quá nhiều ca khúc nhắc đến người nổi tiếng và ma túy, chứa đựng những ca từ nhạt nhẽo mà Madonna của 15 năm trước chắc chắn sẽ thấy nực cười. Biểu tượng sâu sắc của chúng ta đâu rồi?". Gavin Haynes của NME thẳng thừng chỉ trích album, cho rằng đây "giống như một cơ hội bị bỏ lỡ. Bài hát 'Iconic' với thông điệp tự cường sáo rỗng cho chúng ta thấy rằng chỉ có hai chữ cái khác nhau giữa Icon (Biểu tượng) và I Can't (Tôi không thể). Đáng buồn thay, cũng chỉ có hai chữ cái khác nhau giữa class (đẳng cấp) và ass (ngu ngốc)."

## Diễn biến thương mại
Theo Andrew Hampp của Billboard, lượng đặt trước cho Rebel Heart rất khả quan sau khi album được phát hành toàn cầu trên iTunes Store. Các chuyên gia trong ngành ước tính con số này vào khoảng 50.000 đến 60.000 bản. Rebel Heart ra mắt ở vị trí á quân trên bảng xếp hạng Billboard 200 với 121.000 đơn vị album tương đương, xếp sau nhạc phim của loạt phim truyền hình Empire với nhiều hơn 9.000 đơn vị. Mặc dù là album bán chạy nhất trong tuần—đứng đầu bảng xếp hạng Top Album Sales của Billboard với doanh số album thuần túy là 116.000 bản (chiếm 96% tổng đơn vị)—tác phẩm của Madonna vẫn lép vế so với nhạc phim về đơn vị album tương đương theo lượt stream và lượt nghe, lần lượt chỉ hơn 1.000 và 4.000 đơn vị. Đây là album thứ 21 của Madonna lọt vào top 10, nhưng là album phòng thu đầu tiên của bà không ra mắt ở vị trí thứ nhất kể từ Ray of Light (1998). Gói tour diễn đi kèm của Rebel Heart chỉ đạt doanh số dưới 10.000 bản so với 180.000 bản được bán ra của album trước đó MDNA. Song song đó, sự ra mắt này cũng đánh dấu lần đầu tiên Madonna xuất hiện ở vị trí thứ bảy trên bảng xếp hạng Billboard Artist 100, tăng 2.919% về tổng điểm Artist 100 và 31% về hoạt động trên mạng xã hội. Tại Canada, Rebel Heart ra mắt ở vị trí số một trên Canadian Albums Chart. Với 18.000 bản được tiêu thụ trong tuần đầu tiên, đây trở thành album thứ bảy của nữ ca sĩ đạt vị trí quán quân ở quốc gia này trong kỷ nguyên SoundScan. Sang tuần tiếp theo, album rớt 19 bậc trên Billboard 200, trong khi tại Canada nó chỉ tụt xuống một bậc. Billboard ghi nhận doanh số giảm 78% xuống còn 26.000 đơn vị, phản ánh số lượng đặt trước cao trong tuần đầu tiên. Rebel Heart đã có mặt tổng cộng 11 tuần trên bảng xếp hạng và đứng thứ 151 trên Billboard 200 cuối năm 2015. Tính đến tháng 12 năm 2016, album đã bán được 238.000 bản tại Mỹ theo Nielsen SoundScan.

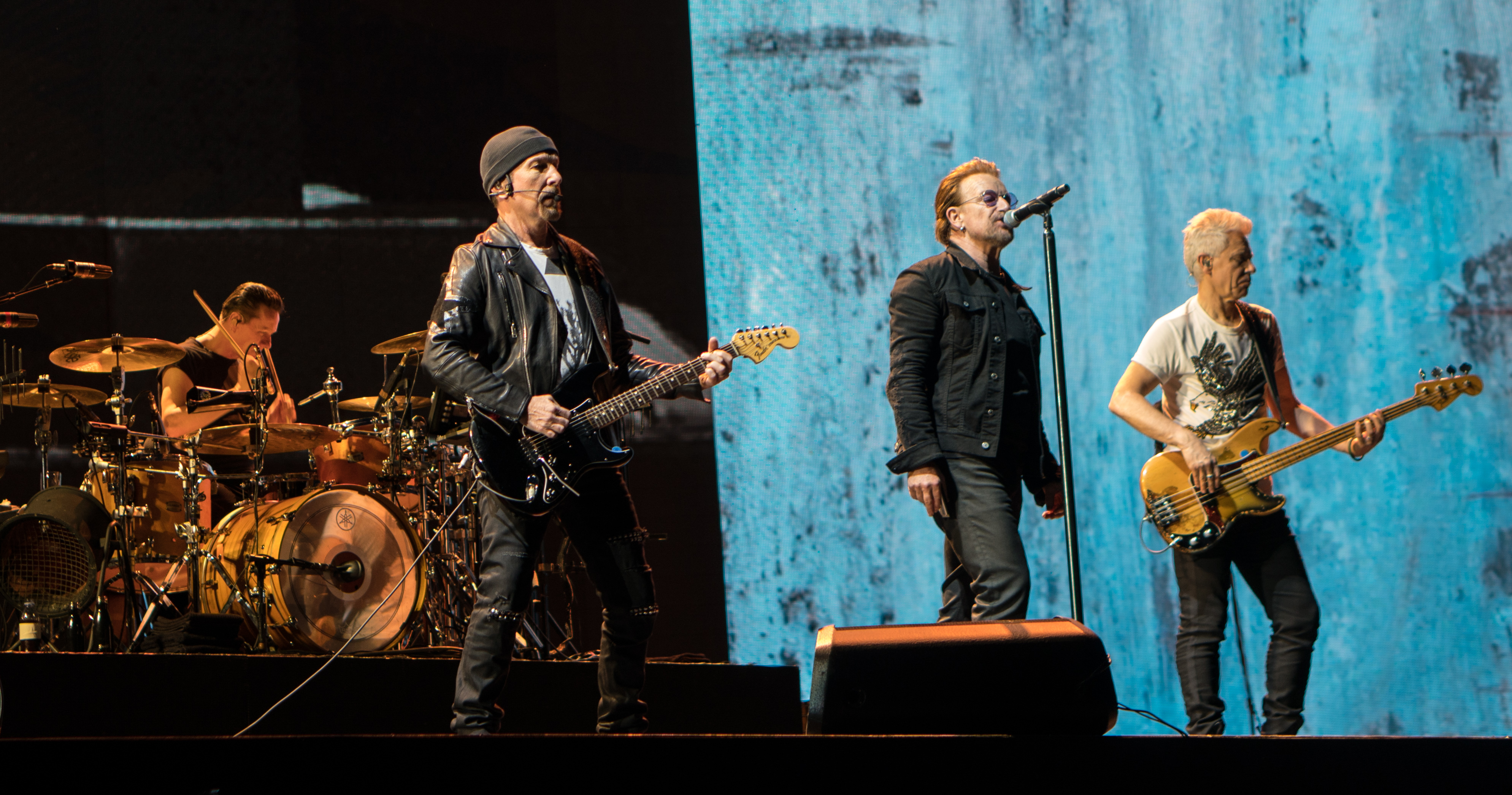
Tại Úc, Madonna và U2 cùng nắm giữ kỷ lục về số album đạt vị trí quán quân nhiều nhất kể từ khi ARIA được thành lập vào năm 1983.

Mặc dù bán chạy hơn gần gấp ba lần so với các đối thủ cạnh tranh gần nhất trong vòng 24 giờ đầu tiên lên kệ tại Anh Quốc, Rebel Heart vẫn chỉ đứng thứ hai trên UK Albums Chart với 37.245 đơn vị. Album đứng đầu bảng xếp hạng tuần đó là In the Lonely Hour của Sam Smith, đã vượt lên vào phút chót và bán được nhiều hơn Rebel Heart 12.000 bản. Đây là album phòng thu đầu tiên của Madonna không đạt vị trí quán quân kể từ Bedtime Stories, album cũng ra mắt ở vị trí thứ hai vào năm 1994. Sang tuần tiếp theo, album tụt xuống vị trí thứ bảy với doanh số giảm 67,46% xuống còn 11.983 bản. Tính đến tháng 6 năm 2015, album đã bán được 76.490 bản và sau đó được British Phonographic Industry (BPI) chứng nhận vàng cho doanh số 100.000 đơn vị. Rebel Heart ra mắt ở vị trí thứ nhất trên German Albums Chart, trở thành album đứng đầu bảng xếp hạng thứ mười hai của Madonna tại Đức. Madonna đã vượt qua the Beatles và Robbie Williams để trở thành nghệ sĩ nước ngoài có nhiều album đạt vị trí quán quân nhất trong lịch sử bảng xếp hạng của quốc gia này. Đồng thời, bà ngang bằng với Herbert Grönemeyer ở vị trí thứ ba chung cuộc, chỉ đứng sau Peter Maffay và James Last với lần lượt 16 và 13 album đầu bảng. Tại Pháp, album ra mắt ở vị trí thứ ba trên bảng xếp hạng SNEP Albums, với doanh số đạt 17.000 bản chỉ trong ba ngày đầu tiên. Rebel Heart còn ra mắt ở vị trí quán quân trên các bảng xếp hạng tại Áo, Bỉ (Flanders), Croatia, Cộng hòa Séc, Hungary, Ý, Hà Lan, Bồ Đào Nha, Tây Ban Nha và Thụy Sĩ, cũng như lọt vào top 10 ở nhiều quốc gia châu Âu khác.
Tại Úc, Rebel Heart ra mắt ở vị trí thứ nhất trên bảng xếp hạng ARIA Albums Chart với doanh số 6.962 bản. Đây là album thứ 11 của Madonna đứng đầu bảng xếp hạng tại quốc gia này, giúp bà sánh ngang với U2 về kỷ lục nghệ sĩ có nhiều album quán quân nhất kể từ khi ARIA được thành lập vào năm 1983. Rebel Heart đã giúp Madonna có tổng cộng 19 tuần đứng đầu bảng xếp hạng, đưa bà vào vị trí thứ 24 trong danh sách nghệ sĩ có nhiều tuần quán quân nhất. Doanh số của nhạc phẩm này đã có sự sụt giảm mạnh trong tuần kế tiếp, chỉ bán được 1.312 bản và tụt xuống vị trí thứ 18 trên bảng xếp hạng album. Tại New Zealand, album ra mắt ở vị trí thứ bảy trên Official New Zealand Music Chart. Ở Nhật Bản, Rebel Heart ra mắt ở vị trí thứ tám trên Oricon Albums Chart với doanh số 7.548 bản vật lý trong tuần đầu tiên, trở thành album thứ 23 của bà lọt vào top 10 tại đây, tiếp tục nối dài kỷ lục của nữ ca sĩ. Album cũng đạt vị trí quán quân trên Oricon International Albums Chart trong hai tuần liên tiếp. Tại Hàn Quốc, album đã mang về cho Madonna hai vị trí trong top 10 của Gaon International Albums Chart cùng một lúc, với phiên bản cao cấp đứng thứ nhất và phiên bản tiêu chuẩn đứng thứ bảy.  Kết thúc năm 2015, Rebel Heart là album bán chạy thứ 39 trong năm với doanh số 900.000 bản. Tính đến năm 2018, Rebel Heart đã cán mốc 1 triệu bản trên toàn cầu.

## Thành tựu

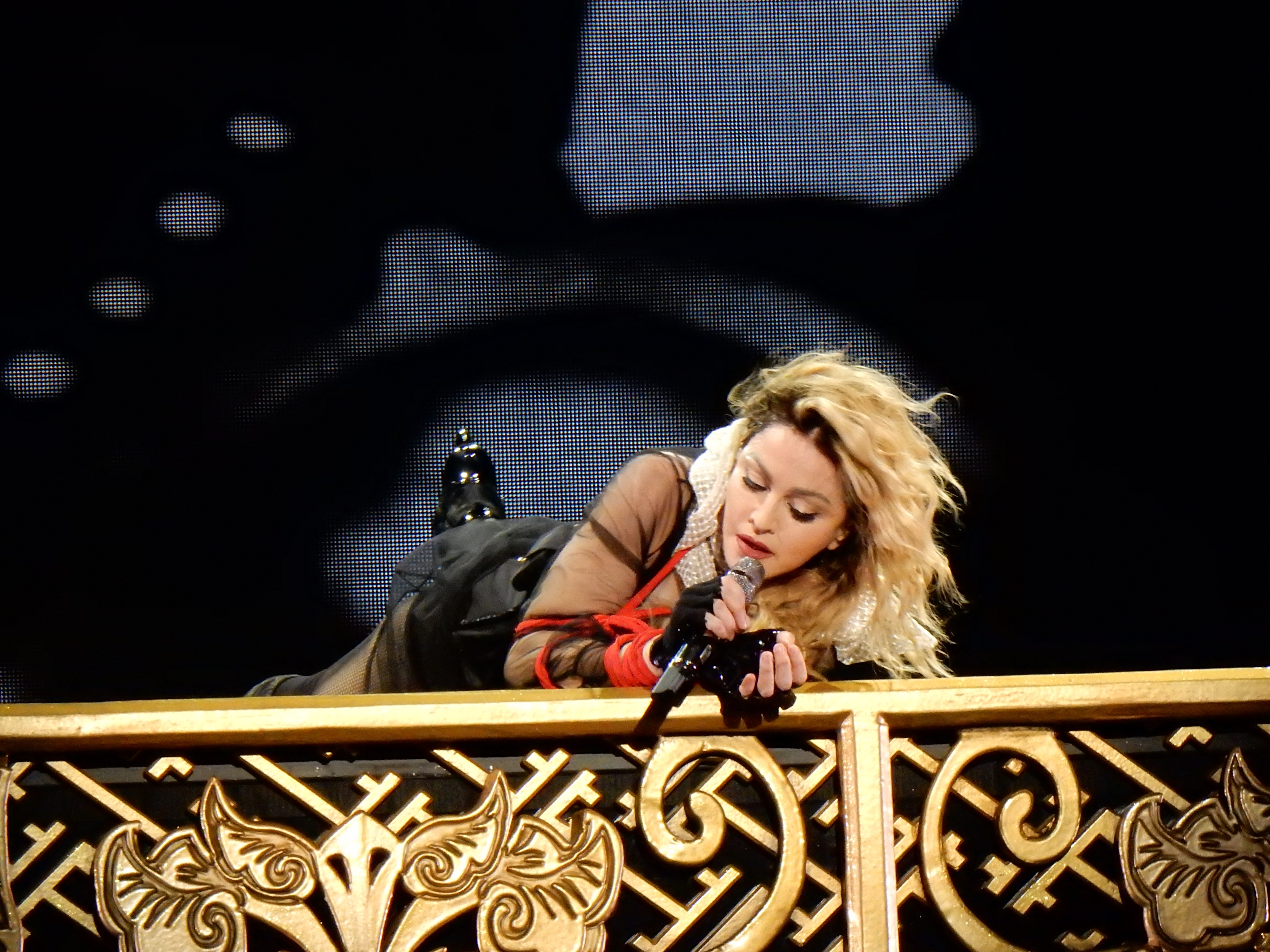
Madonna trình diễn ca khúc "Devil Pray" trong album tại chuyến lưu diễn Rebel Heart Tour.

Trong bài đánh giá cuối năm dành cho các album phát hành năm 2015, Rolling Stone xếp Rebel Heart ở vị trí thứ 45 và nhận xét: "Rebel Heart là album hay nhất của Madonna trong một thập kỷ qua, nối tiếp tinh thần nhạc disco sôi động từ Confessions on a Dance Floor năm 2005 khi Madonna đưa người nghe trở lại với groove sôi động và chiêm nghiệm về những gì nữ ca sĩ đã trải qua trong thời gian gần đây." Album này cũng được xếp ở vị trí thứ sáu trong danh sách 20 album nhạc pop hay nhất năm 2015 của tạp chí này. Tương tự, trong bài đánh giá cuối năm của mình, Andrew Unterberger của tạp chí Spin đã xếp album đứng thứ 21 và ghi nhận: "Đối với nhiều nghệ sĩ đã dành cả thập kỷ để định hình dòng nhạc chính thống, việc đặt tên album là Rebel Heart có vẻ là một sai lầm, nhưng đối với Madonna, điều đó lại đúng hơn bao giờ hết: Một người phụ nữ ngoài 50 tuổi từ chối tuân theo những kỳ vọng của công chúng về cách bà ấy già đi một cách duyên dáng... đây chính là một hành động phản kháng mạnh mẽ mà bạn có thể thực hiện trong nền nhạc pop đương đại." AllMusic đưa Rebel Heart vào danh sách album nhạc pop được yêu thích nhất năm 2015 của họ, mô tả đây là: "Một bản thu táo bạo, đầy hỗn loạn và khẳng định sức sống, nơi Madonna vừa hướng về tương lai vừa hoài niệm về quá khứ."
Digital Spy xếp Rebel Heart ở vị trí thứ 10 trong danh sách 25 album hàng đầu năm 2015. Lewis Corner nhận xét rằng các ca khúc trong album trải dài từ "những groove dancehall sôi động cho đến những bản pop ballad sâu lắng và suy tư hơn." Anh nói thêm: "Ở giai đoạn này trong sự nghiệp, nếu Madonna không có danh hiệu 'tắc kè hoa nhạc pop' trên hồ sơ LinkedIn của mình... thì chỉ riêng Rebel Heart đã đủ để xác nhận danh hiệu đó." Anh liệt kê "Devil Pray" là một track nổi bật. Biên tập viên âm nhạc của Associated Press Mesfin Fekadu đã dành vị trí thứ năm cho album này, mô tả đó là một "tác phẩm kinh điển đương đại khiến các album của những nữ nghệ sĩ trẻ hơn [Madonna] nửa tuổi đời phải lu mờ." Fekadu cảm thấy "đáng tiếc" bởi vì các đài phát thanh không phát những bài hát từ album, đồng thời liệt kê "Bitch I'm Madonna" và "Joan of Arc" là những điểm nhấn nổi bật. Billboard xếp bìa album phiên bản cao cấp ở vị trí thứ 15 trong danh sách bìa album đẹp nhất năm 2015 của họ.

## Danh sách ca khúc
Thông tin về đội ngũ sản xuất được lấy từ website chính thức của Madonna.
| Rebel Heart – Phiên bản tiêu chuẩn | Rebel Heart – Phiên bản tiêu chuẩn                     | Rebel Heart – Phiên bản tiêu chuẩn                                                                                     | Rebel Heart – Phiên bản tiêu chuẩn                    | Rebel Heart – Phiên bản tiêu chuẩn |
| STT                                | Nhan đề                                                | Sáng tác | Sản xuất                                              | Thời lượng                         |
| ---------------------------------- | ------------------------------------------------------ | --- | ----------------------------------------------------- | ---------------------------------- |
| 1.                                 | "Living for Love"                                      | Madonna Thomas Pentz Maureen McDonald Toby Gad Ariel Rechtshaid                                                        | Madonna Diplo Rechtshaid                              | 3:38                               |
| 2.                                 | "Devil Pray"                                           | Madonna Tim Bergling Arash Pournouri Carl Falk Rami Yacoub Savan Kotecha Dacoury Natche Michael Tucker                 | Madonna Avicii DJ Dahi BloodPop                       | 4:05                               |
| 3.                                 | "Ghosttown"                                            | Madonna Jason Evigan Sean Douglas Evan Bogart                                                                          | Madonna Billboard Evigan                              | 4:09                               |
| 4.                                 | "Unapologetic Bitch"                                   | Madonna Pentz Shelco Garcia Bryan Orellana McDonald Gad                                                                | Madonna Shelco Garcia & Teenwolf BV Diplo Rechtshaid  | 3:51                               |
| 5.                                 | "Illuminati"                                           | Madonna McDonald Gad Larry Griffin Jr. Mike Dean Kanye West Ernest Brown Travis Scott [d]                              | Madonna West Dean Charlie Heat [a] Scott [b]          | 3:44                               |
| 6.                                 | "Bitch I'm Madonna" (hợp tác với Nicki Minaj)          | Madonna Pentz Rechtshaid McDonald Gad Onika Maraj Sophie Xeon                                                          | Madonna Diplo                                         | 3:47                               |
| 7.                                 | "Hold Tight"                                           | Madonna Pentz McDonald Gad Uzoechi Emenike Philip Meckseper                                                            | Madonna                                               | 3:37                               |
| 8.                                 | "Joan of Arc"                                          | Madonna Gad McDonald Griffin Jr.                                                                                       | Madonna Gad AFSHeeN Josh Cumbee                       | 4:01                               |
| 9.                                 | "Iconic" (hợp tác với Chance the Rapper và Mike Tyson) | Madonna Gad McDonald Griffin Jr. Chancelor Bennett Natche Tucker                                                       | Madonna Gad AFSHeeN Cumbee DJ Dahi [b] BloodPop [b]   | 4:33                               |
| 10.                                | "HeartBreakCity"                                       | Madonna Bergling Pournouri Tobias Jimson Michel Flygare Paloma Stoecker Salem Al Fakir Magnus Lidehall Vincent Pontare | Madonna Avicii Fakir Lidehall Pontare Astma & Rocwell | 3:33                               |
| 11.                                | "Body Shop"                                            | Madonna Gad McDonald Griffin Jr. Natche Tucker                                                                         | Madonna DJ Dahi BloodPop Gad                          | 3:39                               |
| 12.                                | "Holy Water"                                           | Madonna Martin Kierszenbaum Natalia Kills Dean West Brown                                                              | Madonna Dean West Heat [a]                            | 4:09                               |
| 13.                                | "Inside Out"                                           | Madonna Evigan Douglas Bogart Dean                                                                                     | Madonna Dean                                          | 4:23                               |
| 14.                                | "Wash All Over Me"                                     | Madonna Bergling Pournouri Fakir Lidehall Pontare Dean West Brown                                                      | Madonna Avicii Dean West Heat [a]                     | 4:00                               |
| Tổng thời lượng:                   | Tổng thời lượng:                                       | Tổng thời lượng: | Tổng thời lượng:                                      | 55:09                              |

| Rebel Heart – Phiên bản tiêu chuẩn của Media Markt (track bổ sung) | Rebel Heart – Phiên bản tiêu chuẩn của Media Markt (track bổ sung) | Rebel Heart – Phiên bản tiêu chuẩn của Media Markt (track bổ sung) | Rebel Heart – Phiên bản tiêu chuẩn của Media Markt (track bổ sung) | Rebel Heart – Phiên bản tiêu chuẩn của Media Markt (track bổ sung) |
| STT                                                                | Nhan đề                                                            | Sáng tác                                                           | Sản xuất                                                           | Thời lượng                                                         |
| ------------------------------------------------------------------ | ------------------------------------------------------------------ | ------------------------------------------------------------------ | ------------------------------------------------------------------ | ------------------------------------------------------------------ |
| 15.                                                                | "Auto-Tune Baby"                                                   | Madonna Pentz Dean West Brown                                      | Madonna Diplo West Dean Heat [a]                                   | 4:00                                                               |
| Tổng thời lượng:                                                   | Tổng thời lượng:                                                   | Tổng thời lượng:                                                   | Tổng thời lượng:                                                   | 59:09                                                              |

| Rebel Heart – Phiên bản cao cấp (các track bổ sung) | Rebel Heart – Phiên bản cao cấp (các track bổ sung) | Rebel Heart – Phiên bản cao cấp (các track bổ sung)       | Rebel Heart – Phiên bản cao cấp (các track bổ sung) | Rebel Heart – Phiên bản cao cấp (các track bổ sung) |
| STT                                                 | Nhan đề                                             | Sáng tác                                                  | Sản xuất                                            | Thời lượng                                          |
| --------------------------------------------------- | --------------------------------------------------- | --------------------------------------------------------- | --------------------------------------------------- | --------------------------------------------------- |
| 15.                                                 | "Best Night"                                        | Madonna Pentz McDonald Gad James Napier Andrew Swanson    | Madonna Diplo                                       | 3:33                                                |
| 16.                                                 | "Veni Vidi Vici" (hợp tác với Nas)                  | Madonna Pentz Rechtshaid McDonald Gad Nasir Jones Joel Ma | Madonna Diplo                                       | 4:39                                                |
| 17.                                                 | "S.E.X."                                            | Madonna Gad McDonald Griffin Jr. Dean West Brown          | Madonna West Heat Dean                              | 4:11                                                |
| 18.                                                 | "Messiah"                                           | Madonna Bergling Pournouri Fakir Lidehall Pontare         | Madonna Avicii Fakir Lidehall Pontare               | 3:22                                                |
| 19.                                                 | "Rebel Heart"                                       | Madonna Bergling Pournouri Fakir Lidehall Pontare         | Madonna Avicii Fakir Lidehall Pontare               | 3:21                                                |
| Tổng thời lượng:                                    | Tổng thời lượng:                                    | Tổng thời lượng:                                          | Tổng thời lượng:                                    | 74:15                                               |

| Rebel Heart – Phiên bản cao cấp của Media Markt (track bổ sung) | Rebel Heart – Phiên bản cao cấp của Media Markt (track bổ sung) | Rebel Heart – Phiên bản cao cấp của Media Markt (track bổ sung) |
| STT                                                             | Nhan đề                                                         | Thời lượng                                                      |
| --------------------------------------------------------------- | --------------------------------------------------------------- | --------------------------------------------------------------- |
| 20.                                                             | "Auto-Tune Baby"                                                | 4:00                                                            |
| Tổng thời lượng:                                                | Tổng thời lượng:                                                | 78:15                                                           |

| Rebel Heart – Phiên bản cao cấp của Nhật Bản (track bổ sung) | Rebel Heart – Phiên bản cao cấp của Nhật Bản (track bổ sung) | Rebel Heart – Phiên bản cao cấp của Nhật Bản (track bổ sung) | Rebel Heart – Phiên bản cao cấp của Nhật Bản (track bổ sung) |
| STT                                                          | Nhan đề                                                      | Remix                                                        | Thời lượng                                                   |
| ------------------------------------------------------------ | ------------------------------------------------------------ | ------------------------------------------------------------ | ------------------------------------------------------------ |
| 20.                                                          | "Living for Love" (Dirty Pop Remix)                          | Drew G. Montalvo Brian Cua                                   | 4:59                                                         |
| Tổng thời lượng:                                             | Tổng thời lượng:                                             | Tổng thời lượng:                                             | 79:14                                                        |

| Rebel Heart – Phiên bản cao cấp của Fnac (đĩa bổ sung) | Rebel Heart – Phiên bản cao cấp của Fnac (đĩa bổ sung) | Rebel Heart – Phiên bản cao cấp của Fnac (đĩa bổ sung) | Rebel Heart – Phiên bản cao cấp của Fnac (đĩa bổ sung) |
| STT                                                    | Nhan đề                                                | Remix                                                  | Thời lượng                                             |
| ------------------------------------------------------ | ------------------------------------------------------ | ------------------------------------------------------ | ------------------------------------------------------ |
| 1.                                                     | "Living for Love" (Thrill Remix)                       | Josh Hill                                              | 5:11                                                   |
| 2.                                                     | "Living for Love" (Offer Nissim Dub Mix)               | Offer Nissim                                           | 7:12                                                   |
| Tổng thời lượng:                                       | Tổng thời lượng:                                       | Tổng thời lượng:                                       | 12:23                                                  |

| Rebel Heart – Phiên bản cao cấp 2 CD (Đĩa 2) / EP kỹ thuật số | Rebel Heart – Phiên bản cao cấp 2 CD (Đĩa 2) / EP kỹ thuật số | Rebel Heart – Phiên bản cao cấp 2 CD (Đĩa 2) / EP kỹ thuật số | Rebel Heart – Phiên bản cao cấp 2 CD (Đĩa 2) / EP kỹ thuật số | Rebel Heart – Phiên bản cao cấp 2 CD (Đĩa 2) / EP kỹ thuật số |
| STT                                                           | Nhan đề                                                       | Sáng tác                                                      | Sản xuất                                                      | Thời lượng                                                    |
| ------------------------------------------------------------- | ------------------------------------------------------------- | ------------------------------------------------------------- | ------------------------------------------------------------- | ------------------------------------------------------------- |
| 1.                                                            | "Beautiful Scars"                                             | Madonna Rick Nowels Natche Tucker                             | Madonna DJ Dahi BloodPop                                      | 4:19                                                          |
| 2.                                                            | "Borrowed Time"                                               | Madonna Bergling Pournouri Falk Yacoub Kotecha Natche Tucker  | Madonna Avicii Falk DJ Dahi BloodPop                          | 3:24                                                          |
| 3.                                                            | "Addicted"                                                    | Madonna Bergling Pournouri Falk Yacoub Kotecha                | Madonna Avicii Falk                                           | 3:33                                                          |
| 4.                                                            | "Graffiti Heart"                                              | Madonna McDonald Gad Griffin Jr.                              | Madonna Gad AFSHeeN Cumbee                                    | 3:39                                                          |
| 5.                                                            | "Living for Love" (Paulo & Jackinsky Full Vocal Mix)          | Madonna Pentz McDonald Gad Rechtshaid                         | Madonna Diplo Rechtshaid Paulo Gois [c] Alain Jackinsky [c]   | 7:14                                                          |
| 6.                                                            | "Living for Love" (Funk Generation & H3drush Dub)             | Madonna Pentz McDonald Gad Rechtshaid                         | Madonna Diplo Rechtshaid Michael Rizzo [c] Steve Migliore [c] | 6:07                                                          |
| Tổng thời lượng:                                              | Tổng thời lượng:                                              | Tổng thời lượng:                                              | Tổng thời lượng:                                              | 28:18                                                         |

| Rebel Heart – Phiên bản tour diễn tại Nhật Bản (DVD bổ sung) | Rebel Heart – Phiên bản tour diễn tại Nhật Bản (DVD bổ sung)      | Rebel Heart – Phiên bản tour diễn tại Nhật Bản (DVD bổ sung) | Rebel Heart – Phiên bản tour diễn tại Nhật Bản (DVD bổ sung) |
| STT                                                          | Nhan đề                                                           | Giám đốc                                                     | Thời lượng                                                   |
| ------------------------------------------------------------ | ----------------------------------------------------------------- | ------------------------------------------------------------ | ------------------------------------------------------------ |
| 1.                                                           | "Living for Love"                                                 | J.A.C.K.                                                     | 4:08                                                         |
| 2.                                                           | "Ghosttown"                                                       | Jonas Åkerlund                                               | 5:30                                                         |
| 3.                                                           | "Bitch I'm Madonna" (hợp tác với Minaj)                           | Åkerlund                                                     | 4:05                                                         |
| 4.                                                           | "Bitch I'm Madonna" (hợp tác với Minaj; Sander Kleinenberg Remix) | Åkerlund                                                     | 3:25                                                         |
| Tổng thời lượng:                                             | Tổng thời lượng:                                                  | Tổng thời lượng:                                             | 17:11                                                        |

Ghi chú
- ^[a]  đồng sản xuất
- ^[b]  nhà sản xuất bổ sung
- ^[c]  người phối lại (remixer)
- ^[d]  người được BMI liệt kê là nhạc sĩ sáng tác bài hát.[220]

## Đội ngũ sản xuất
Thông tin về đội ngũ sản xuất được lấy từ website chính thức của Madonna.
- Madonna – giọng hát
- Nicki Minaj – giọng hát
- Chance the Rapper – giọng hát
- Mike Tyson – giọng hát
- Nas – giọng hát
- DJ Dahi – giọng hát bổ sung (phần kết), lập trình
- MNEK – giọng hát bè
- Santell – giọng hát bè
- London Community Gospel Choir – giọng hát bè
- Jason Evigan – giọng hát bè
- Salem Al Fakir – giọng hát bè, trống diễu hành, đánh phím, guitar, chỉnh sửa dàn nhạc
- Vincent Pontare – giọng hát bè, giọng hát bè bổ sung, chỉnh sửa giọng hát
- Toby Gad – giọng hát bè bổ sung, nhạc công, guitar, lập trình, nhạc cụ, lập trình bổ sung, trộn âm
- MoZella – giọng hát bè bổ sung
- Alicia Keys – piano
- Carl Falk – guitar, keyboard, lập trình
- Avicii – keyboard, lập trình
- Shelco Garcia & Teenwolf – nhạc công
- Diplo – nhạc công
- Mike Dean – guitar, lập trình keyboard và trống, phím bass, lập trình bổ sung, trộn âm, kỹ thuật
- Abel Korzeniowski – cello điện
- L.A. Orchestra – nhạc công
- Joacim Ottebjork – bass
- AFSHeeN – nhạc công, lập trình, nhạc cụ
- Josh Cumbee – nhạc công, lập trình, nhạc cụ
- Stephen Kozmeniuk – nhạc công, lập trình, nhạc cụ
- Dan Warner – lập trình, nhạc cụ (guitar)
- Lee Levin – lập trình, nhạc cụ
- Michael Diamonds – lập trình
- Magnus Lidehäll – lập trình
- Demacio "Demo" Castellon – lập trình bổ sung, kỹ thuật, trộn âm
- Nick Rowe – kỹ thuật
- Angie Teo – trộn âm, thu âm bổ sung, trộn âm bổ sung
- Ann Mincieli – thu âm bổ sung
- Ron Taylor – chỉnh sửa bổ sung bằng Pro Tools
- Noah Goldstein – kỹ thuật, trộn âm
- Aubry "Big Juice" Delaine – kỹ thuật
- Zeke Mishanec – thu âm bổ sung
- Rob Suchecki – thu âm bổ sung
- Mert và Marcus – nhiếp ảnh

## Bảng xếp hạng
| Bảng xếp hạng (2015)                     | Vị trí cao nhất |
| ---------------------------------------- | --------------- |
| Album Argentina (CAPIF)                  | 5               |
| Album Úc (ARIA)                          | 1               |
| Album Áo (Ö3 Austria)                    | 1               |
| Album Bỉ (Ultratop Vlaanderen)           | 1               |
| Album Bỉ (Ultratop Wallonie)             | 2               |
| Album Brasil (Billboard)                 | 8               |
| Album Canada (Billboard)                 | 1               |
| Album Croatia (HDU)                      | 3               |
| Album Quốc tế Croatia (HDU)              | 1               |
| Album Cộng hòa Séc (ČNS IFPI)            | 1               |
| Album Đan Mạch (Hitlisten)               | 2               |
| Album Hà Lan (Album Top 100)             | 1               |
| Album Phần Lan (Suomen virallinen lista) | 2               |
| Album Pháp (SNEP)                        | 3               |
| Album Đức (Offizielle Top 100)           | 1               |
| Album Hy Lạp (Billboard)                 | 3               |
| Album Hungaria (MAHASZ)                  | 1               |
| Album Ireland (IRMA)                     | 5               |
| Album Ý (FIMI)                           | 1               |
| Album Nhật Bản (Oricon)                  | 8               |
| Album Quốc tế Nhật Bản (Oricon)          | 1               |
| Album Mexico (Top 100 Mexico)            | 2               |
| Album New Zealand (RMNZ)                 | 7               |
| Album Na Uy (VG-lista)                   | 2               |
| Album Ba Lan (ZPAV)                      | 5               |
| Album Bồ Đào Nha (AFP)                   | 1               |
| Album Scotland (OCC)                     | 3               |
| Album Hàn Quốc (Gaon)                    | 1               |
| Album Hàn Quốc (Gaon) Phiên bản cao cấp  | 7               |
| Album Tây Ban Nha (PROMUSICAE)           | 1               |
| Album Thụy Điển (Sverigetopplistan)      | 10              |
| Album Thụy Sĩ (Schweizer Hitparade)      | 1               |
| Album Anh Quốc (OCC)                     | 2               |
| Album Hoa Kỳ Billboard 200               | 2               |

| Bảng xếp hạng (2015)    | Vị trí cao nhất |
| ----------------------- | --------------- |
| Album Argentina (CAPIF) | 9               |
| Album Ba Lan (ZPAV)     | 12              |

| Bảng xếp hạng (2015)                | Vị trí |
| ----------------------------------- | ------ |
| Album Bỉ (Ultratop Flanders)        | 46     |
| Album Bỉ (Ultratop Wallonia)        | 51     |
| Album Canada (Billboard)            | 39     |
| Album Quốc tế Croatia (HDU)         | 15     |
| Album Hà Lan (MegaCharts)           | 43     |
| Album Pháp (SNEP)                   | 67     |
| Album Đức (Offizielle Top 100)      | 65     |
| Album Hungary (MAHASZ)              | 28     |
| Album và Tuyển tập Hungary (MAHASZ) | 36     |
| Album Ý (FIMI)                      | 22     |
| Album Nhật Bản (Oricon)             | 109    |
| Album Mexico (Top 100 Mexico)       | 69     |
| Album Quốc tế Hàn Quốc (Gaon)       | 23     |
| Album Tây Ban Nha (PROMUSICAE)      | 52     |
| Album Thụy Sĩ (Schweizer Hitparade) | 61     |
| Album Anh Quốc (OCC)                | 78     |
| Hoa Kỳ Billboard 200                | 151    |
| Hoa Kỳ Top Album Sales (Billboard)  | 78     |
| Toàn cầu (IFPI)                     | 39     |

## Chứng nhận và doanh số
| Quốc gia | Chứng nhận | Số đơn vị/doanh số chứng nhận |
| --- | ---------- | ----------------------------- |
| Úc | —          | 15.000                        |
| Áo (IFPI Áo) | Vàng       | 7.500*                        |
| Brasil (Pro-Música Brasil) | Vàng       | 30,000                        |
| Canada | —          | 18.000                        |
| Pháp (SNEP) | Vàng       | 52.000                        |
| Ý (FIMI) | Bạch kim   | 60.000                        |
| Nhật Bản | —          | 7.548                         |
| México (AMPROFON) | Vàng       | 30.000^                       |
| Ba Lan (ZPAV) | Vàng       | 10.000‡                       |
| Hàn Quốc | —          | 4.173                         |
| Anh Quốc (BPI) | Vàng       | 100.000‡                      |
| Hoa Kỳ | —          | 238.000                       |
| Tổng hợp |            |                               |
| Toàn cầu | —          | 1.000.000                     |
| * Chứng nhận dựa theo doanh số tiêu thụ. ^ Chứng nhận dựa theo doanh số nhập hàng. ‡ Chứng nhận dựa theo doanh số tiêu thụ và phát trực tuyến. |            |                               |

## Lịch sử phát hành
| Khu vực  | Ngày                | Định dạng             | Phiên bản                                                             | Hãng phân phối  | Chú thích |
| -------- | ------------------- | --------------------- | --------------------------------------------------------------------- | --------------- | --------- |
| Úc       | 6 tháng 3 năm 2015  | CD                    | Cao cấp                                                               | Universal Music | [ 275 ]   |
| Đức      | 6 tháng 3 năm 2015  | CD                    | Tiêu chuẩn cao cấp siêu cao cấp tiêu chuẩn và cao cấp của Media Markt | Universal Music | [ 217 ]   |
| Pháp     | 9 tháng 3 năm 2015  | CD                    | Tiêu chuẩn cao cấp siêu cao cấp cao cấp của Fnac                      | Polydor         | [ 276 ]   |
| Anh Quốc | 9 tháng 3 năm 2015  | CD                    | Tiêu chuẩn cao cấp siêu cao cấp                                       | Polydor         | [ 277 ]   |
| Canada   | 10 tháng 3 năm 2015 | CD                    | Tiêu chuẩn cao cấp                                                    | Universal Music | [ 278 ]   |
| Hoa Kỳ   | 10 tháng 3 năm 2015 | CD                    | Tiêu chuẩn cao cấp siêu cao cấp LP                                    | Interscope      | [ 279 ]   |
| Toàn cầu | 10 tháng 3 năm 2015 | Tải xuống kỹ thuật số | Tiêu chuẩn cao cấp                                                    | Interscope      | [ 280 ]   |
| Brasil   | 11 tháng 3 năm 2015 | CD                    | Cao cấp                                                               | Universal Music | [ 281 ]   |
| Nhật Bản | 11 tháng 3 năm 2015 | CD                    | Cao cấp                                                               | Universal Music | [ 282 ]   |
| Nhật Bản | 18 tháng 3 năm 2015 | CD                    | Siêu cao cấp                                                          | Universal Music | [ 283 ]   |
| Đức      | 27 tháng 3 năm 2015 | LP                    | Cao cấp                                                               | Universal Music | [ 284 ]   |
| Pháp     | 30 tháng 3 năm 2015 | LP                    | Cao cấp                                                               | Polydor         | [ 285 ]   |
| Anh Quốc | 30 tháng 3 năm 2015 | LP                    | Tiêu chuẩn                                                            | Polydor         | [ 286 ]   |